# 张忱
张忱（1918年—2011年4月30日），曾用名张希骞，女，河南新安县石井乡人，中华人民共和国核工业部部长，第六届全国人大财经委顾问，第七届全国人大财经委委员、全国人大代表、全国人大常委会委员。
1936年，毕业于河南洛阳第一高级中学，进入河南省立女子师范学校，参加学生运动。1937年9月，加入中华民族解放先锋队，同年12月，加入中国共产党。担任河北曲阳县动员委员会妇女部副部长，唐县妇救会主任，晋察冀边区一分区妇救会主任、边区妇救会常委兼宣传部部长、北岳区各界抗日救国联合会宣传部副部长。第二次国共内战期间，担任晋察冀边区妇联常委兼宣传部部长、中共松江木兰县委副书记、中共复县县委副书记等。中华人民共和国成立后，担任中共武汉市企业党委组织部部长、天津国棉二厂副厂长，华北纺织管理局生产技术处处长，沈阳风动工具厂厂长，沈阳市计委副主任，中华人民共和国第二机械工业部十三局、一局副局长、局长。1982年，担任中华人民共和国核工业部部长、党组书记。1983年6月，任核工业部顾问。1997年5月，离休。